# Echinococcus
Echinococcus is een geslacht van lintwormen waarin een aantal soorten is geplaatst die op (landbouwhuis-)dieren parasiteren. Deze parasitaire lintwormen zijn onderdeel van de stam platwormen.
Mensen kunnen besmet worden door de eieren van lintwormen uit dit geslacht die de aandoening echinokokkose veroorzaken.

## Taxonomisch overzicht
Geslacht Echinococcus
- Echinococcus canadensis
- Echinococcus equinus
- Echinococcus felidis
- Echinococcus granulosus
- Echinococcus intermedius
- Echinococcus multilocularis (vossenlintworm)
- Echinococcus oligarthrus
- Echinococcus ortleppi
- Echinococcus shiquicus
- Echinococcus vogeli